# Самуель Твардовський

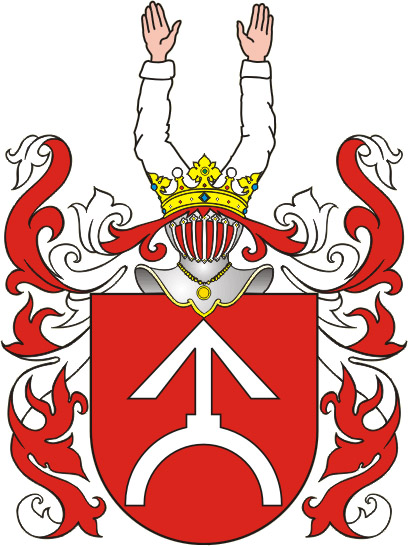
Оґоньчик — герб Твардовських

Самуель Твардовський (* між 1595 і 1600 — †6 липня 1661) — польський письменник, поет, один із визначних представників польської барокової епіки, автор поем, які віддзеркалювали тодішні історичні події.

## Біографія
Народився у незаможній шляхетській родині у Лютині, що у Великій Польщі. Навчався в єзуїтській колегії у Каліші. У 1616-1617 роках він, імовірно, брав участь у Польсько-московській війні, а в 1621 році — у битві під Хотином проти османів. У 1622-1623 роках був у складі посольства Криштофа Збаразького до Туреччини. 
Твардовський служив секретарем у магнатських дворах, зокрема у Збаразьких, Вишневецьких та Лещинських. У 1640-х роках служив у селі Зарубинці на Поділлі, яке тоді належало Вишневецьким. Коли помістя в Зарубинцях було спалене у 1649 році, він оселився у Великій Польщі. У дні шведського «Потопу», як і більшість шляхти, підтримав Карла X Ґустава,
проте 1656 року перейшов на бік короля Яна II Казимира.
Твардовський помер в 1661 році.

## Літературна діяльність
На українських землях найбільшого поширення набула поема Твардовського Wojna domowa z Kozaki і Tatary, Moskwą… (ч. І-IV, вид. 1681); її героями були серед інших Ярема Вишневецький і король Ян II Казимир, чимало місця автор присвятив облозі Збаража і битві під Берестечком.
Першу частину поеми 1681 року переклав українською писар Лубенського полку Степан Савицький, вона була одним з джерел Літопису С. Величка (опубліковано у літопису С. Величка, т. 4, 1864).